# Machiavellismus

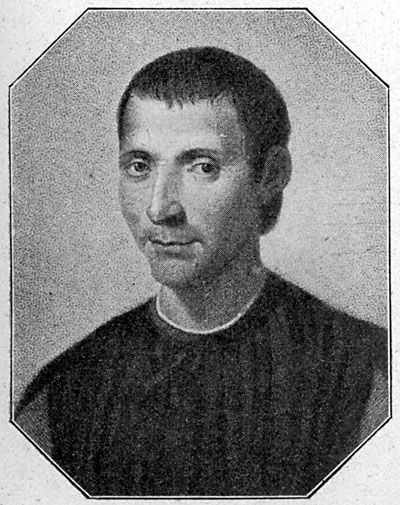
Niccolò Machiavelli

Machiavellismus je dnes považován za označení pragmatického a cynického jednání v politice. Machiavellistou je myšlen ten, kdo uznává, že „účel světí prostředky“ (daný účel by však dle Machiavelliho měl být ctnostný) a je ochoten dopouštět se morálně pochybných jednání ve snaze dosáhnout obecně prospěšného cíle.

## Historie
Pojem má původ od Niccolò Machiavelliho, především pro jeho dílo Vladař, ve kterém detailně popsal taktiky, které by měl vladař používat, aby si získal a udržel moc. V důsledku popisuje způsob střízlivé vlády oproštěné od emocí. Niccolò Machiavelli navrhl dva možné postupy, jeden mírový a legitimní a druhý je založen na síle. Pokud první postup ztroskotá, je, podle Machiavelliho, nutno využít právě sílu. Proto je jedním z rysů machiavellismu povolení odvolání slibu.
Ačkoliv Machiavelli uznával pouze svět reálný plný vrtošivé lidské povahy, jeho cíle vždy byly morálně ospravedlnitelné – fungující silný stát. Základem Machiavelliho názoru je fakt, že politika se odehrává v reálném světě a nikoliv ve světě morálním.

## Politická filosofie machiavellismu
Z hlediska politické filosofie lze Machiavellismus vymezit jako koncept, který byl využíván v souvislosti s politickými vůdci, kteří se dostali do vůdčích pozic právě díky svému despotickému a autoritářskému charakteru.

## Psychologie
V oblasti psychologie osobnosti však pojem machiavellismus (někdy zkracovaný jako MACH) odkazuje na odlišný koncept: osobnostní rys charakterizovaný manipulací, lhostejností k morálce, nedostatkem empatie a vypočítavým zaměřením na vlastní zájem.
Psychologové Richard Christie a Florence L. Geis tento konstrukt vytvořili a pojmenovali jej po Niccolò Machiavellim, neboť sestavili soubor upravených a zkrácených tvrzení, svým tónem podobných jeho spisům, aby studovali variace v lidském chování. Kromě tohoto spojení však konstrukt nemá s historickou postavou žádnou souvislost kromě názvu. Jejich test *MACH-IV*, osobnostní dotazník s 20 položkami na Likertově škále, se stal standardním nástrojem pro sebehodnocení a měření machiavellismu. Jedinci s vysokým skóre na této škále (*High Machs*) obvykle vykazují vysokou míru nekalosti, vykořisťování a chladného, necitového temperamentu.